# Берта Арагонская
Бе́рта Араго́нская (исп. Bertha de Aragón; ок. 1075 — после 1111) — королева Арагона и Наварры.
О детстве Берты, а также родителях ничего не известно. Считается, что она была итальянкой, поскольку имя «Берта» наиболее распространено на Апеннинском полуострове. Также по одной из версий, её отцом был граф Савойский Пьер I.
В 1097 году Берта вышла замуж за короля Педро I Арагонского. Педро I незадолго до этого овдовел после смерти своей первой жены Агнессы Аквитанской, от брака с которой он имел двоих детей — Педро и Изабеллу. В 1097 году Педро I приобрёл и титул короля Наварры.
У Берты и Педро I не было детей. Дети Педро I от первого брака умерли во младенчестве к 1104 году, и король остался без наследников. К концу того же 1104 года Педро I умер. Короны Арагона и Наварры унаследовал Альфонсо I — сводный брат Педро. Берта получила пожизненное содержание, но Альфонсо I наследовал все земли Педро I.
Время и место смерти Берты достоверно не установлены.